# Newfield (Maine)
Newfield és una població dels Estats Units a l'estat de Maine (EUA). Segons el cens del 2000 tenia 1.328 habitants.

## Demografia
Segons el cens del 2000, Newfield tenia 1.328 habitants, 496 habitatges, i 370 famílies. La densitat de població era de 15,9 habitants/km².
Dels 496 habitatges en un 35,5% hi vivien nens de menys de 18 anys, en un 63,7% hi vivien parelles casades, en un 6,9% dones solteres, i en un 25,4% no eren unitats familiars. En el 19,2% dels habitatges hi vivien persones soles el 6,9% de les quals corresponia a persones de 65 anys o més que vivien soles. El nombre mitjà de persones vivint en cada habitatge era de 2,67 i el nombre mitjà de persones que vivien en cada família era de 3,02.
Per edats la població es repartia de la següent manera: un 26,4% tenia menys de 18 anys, un 6,3% entre 18 i 24, un 29% entre 25 i 44, un 27,1% de 45 a 60 i un 11,3% 65 anys o més.
L'edat mediana era de 39 anys. Per cada 100 dones de 18 o més anys hi havia 105,5 homes.
La renda mediana per habitatge era de 38.654 $ i la renda mediana per família de 41.563 $. Els homes tenien una renda mediana de 30.403 $ mentre que les dones 24.688 $. La renda per capita de la població era de 16.280 $. Entorn del 8% de les famílies i el 10,4% de la població estaven per davall del llindar de pobresa.